# Feketearcú klarinétmadár
A feketearcú klarinétmadár (Myadestes melanops) a madarak (Aves) osztályának verébalakúak (Passerifromes) rendjébe és a rigófélék (Turdidae) családjába tartozó faj.

## Rendszerezése
A fajt Osbert Salvin angol ornitológus írta le 1865-ben.

## Előfordulása
Costa Rica és Panama területén honos. Természetes élőhelyei a szubtrópusi és trópusi hegyi esőerdők és bokrosok, valamint másodlagos erdők. Magassági vonuló.

## Megjelenése
Testhossza 16-18,5 centiméter, testtömege 30–33 gramm.

## Életmódja
Főleg különböző magvakkal és gyümölcsökkel táplálkozik, de fogyaszt rovarokat is.

## Szaporodása
Csésze alakú fészkét mohából és májgyökérből készíti. Fészekalja 2-3 tojásból áll. A tojásokon 12-13 napig kotlik, a fiókákkal 15-16 napig gondozza.

## Természetvédelmi helyzete
Az elterjedési területe kicsi, egyedszáma pedig csökken, de még nem éri el a kritikus szintet. A Természetvédelmi Világszövetség Vörös listáján nem fenyegetett fajként szerepel.